# Municipio de Moose River
El municipio de Moose River (en inglés: Moose River Township) es un municipio ubicado en el condado de Marshall en el estado estadounidense de Minnesota. En el año 2010 tenía una población de 25 habitantes y una densidad poblacional de 0,27 personas por km².

## Geografía
El municipio de Moose River se encuentra ubicado en las coordenadas 48°29′36″N 95°47′46″O / 48.49333, -95.79611. Según la Oficina del Censo de los Estados Unidos, el municipio tiene una superficie total de 92.47 km², de la cual 87,89 km² corresponden a tierra firme y (4,95 %) 4,58 km² es agua.

## Demografía
Según el censo de 2010, había 25 personas residiendo en el municipio de Moose River. La densidad de población era de 0,27 hab./km². De los 25 habitantes, el municipio de Moose River estaba compuesto por el 96 % blancos y el 4 % eran de una mezcla de razas. Del total de la población el 8 % eran hispanos o latinos de cualquier raza.